# ويليام إيوين
ويليام إيوين هو سياسي أمريكي، ولد في 1720، وتوفي في 24 يناير 1777. انتخب حاكم جورجيا ‏.